# Ichneumon signaticornis
Ichneumon signaticornis är en stekelart som beskrevs av Joseph Kriechbaumer 1893. Ichneumon signaticornis ingår i släktet Ichneumon och familjen brokparasitsteklar. Inga underarter finns listade i Catalogue of Life.